# Gelatina mosaico

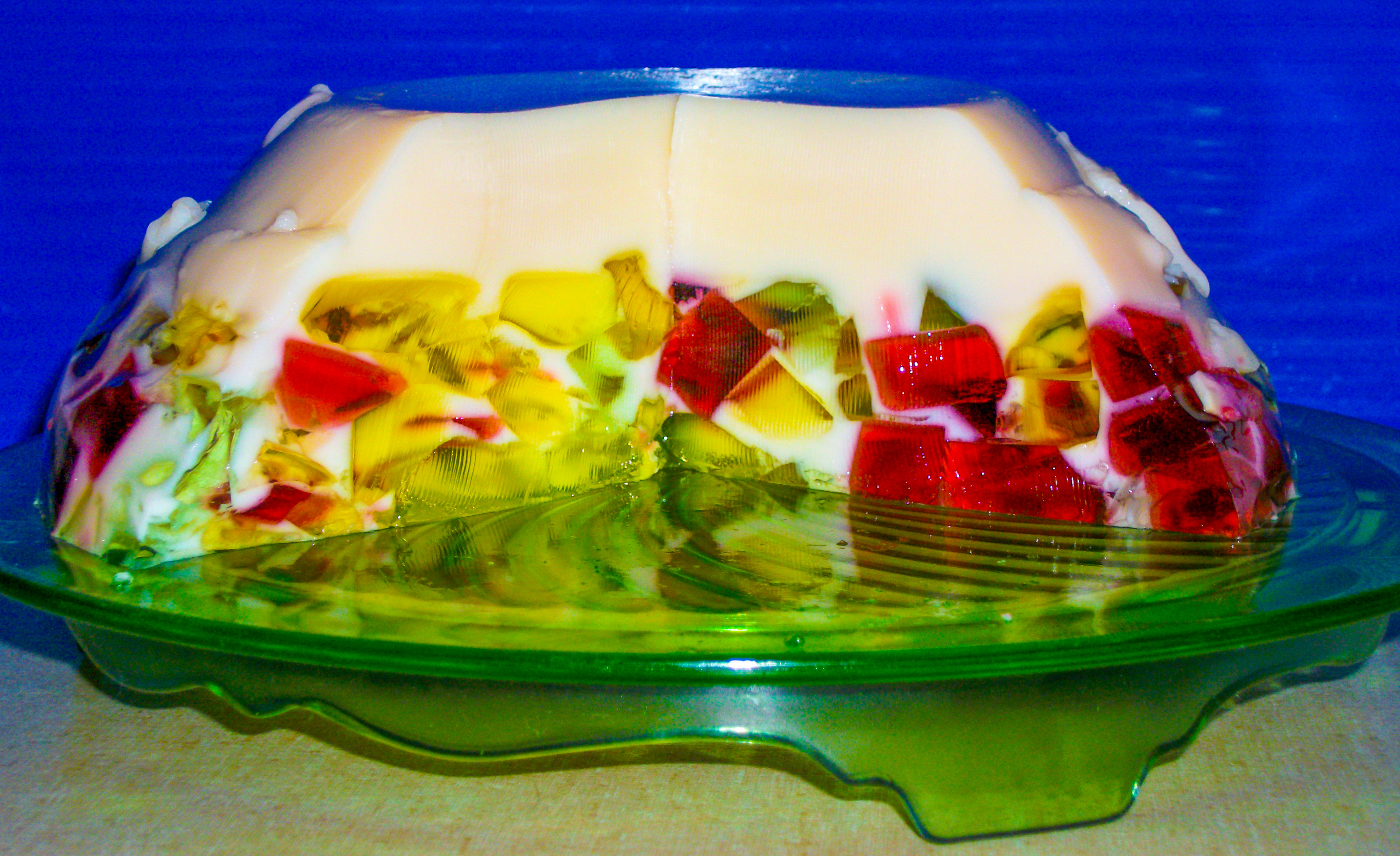
Gelatina mosaico con leche condensada

La gelatina mosaico es un postre de gelatina popular en México y Brasil. Sin embargo, no está claro si es de origen mexicano o brasileño. A veces se le llama gelatina de vitral debido a su apariencia. Este postre se vende en ferias, mercados, plazas y carritos de comida. Incluso se puede encontrar en restaurantes de lujo. Es popular entre personas de todas las edades, pero especialmente entre los niños debido a su apariencia colorida y atractiva. Se puede servir en ocasiones especiales y, a menudo, se encuentra en fiestas de cumpleaños para niños. Es un postre relativamente sencillo y económico de preparar.
Tradicionalmente, hay dos tipos de gelatina. Uno es a base de leche y el otro es a base de agua o jugo de frutas. La representación más característica de la gelatina de mosaico son los trozos de gelatina de colores y sabores esparcidos sobre un fondo de gelatina de leche blanca. Se prepara combinando varios cubos de gelatina con sabor con una mezcla de gelatina sin sabor y leche (evaporada y condensada). Antes de agregar la leche, la gelatina sin sabor se deja enfriar, de lo contrario, cuajará la leche.  La gelatina se enfría durante varias horas para crear una textura firme.
Sin embargo, existe una amplia variación en su preparación. La gelatina puede tener una base de agua o de leche. En sí puede ser de un solo sabor o de múltiples sabores. También puede tener diseños elaborados como flores, corazones o mariposas. A veces, se agrega fruta fresca. Se puede usar un molde para gelatina.
En México, lima (verde) y fresa (roja) son los sabores más comunes. En combinación con la gelatina de leche blanca, representa los colores de la bandera mexicana. Otros sabores populares son uva (morado), limón (verde), arándanos (azul), naranja (naranja) y piña (amarillo).
La gelatina en polvo con sabor a frutas se introdujo en Brasil a principios del siglo XX y, desde entonces, se ha vuelto bastante popular.